# John Deere 820
Le John Deere 820 est un tracteur agricole produit par la firme John Deere.
Plus petit modèle à moteur trois cylindres (32  puis   35 ch DIN) au sein d'une gamme européenne complète, il est fabriqué à 7 415 exemplaires dans l'usine allemande du groupe à Mannheim entre 1967 et 1974.

## Historique
En 1956 John Deere rachète les usines allemandes Lanz de Mannheim pour y construire des tracteurs de faible et moyenne puissance destinés au marché européen mais s'inspirant, notamment au niveau de la ligne générale, des gros modèles américains dessinés par Henry Dreyfuss. La série 20 est la première gamme complète de tracteurs répondant aux souhaits des agriculteurs européens et proposés par John Deere. Introduite en 1967 pour les premiers modèles, elle se compose de tracteurs équipés de moteurs à trois, quatre ou six cylindres.
Les tracteurs à moteur à trois cylindres sont les 820, 920, 1020 et 1120. Standardisation de la production oblige, certaines caractéristiques sont partagées entre tout ou partie de ces modèles : dimensions, boîte de vitesses, moteur.

## Caractéristiques
Bien que la dénomination des deux modèles soit identique, le John Deere 820 fabriqué à Mannheim en 1967 n'a rien à voir avec l'ancien John Deere 820 à moteur bicylindre, beaucoup plus puissant, fabriqué en 1956 aux États-Unis.
Le John Deere 820 est équipé d'un moteur Diesel à trois cylindres en ligne (alésage 98 mm et course 110 mm) à quatre temps et à injection directe, d'une cylindrée totale de 2 490 cm3. Sa puissance est de 32 ch DIN, portée en 1969 à 35 ch DIN.
La boîte de vitesses comporte huit rapports avant et quatre rapports arrière. Une position « parking » de l'un des leviers de vitesses la bloque et immobilise le tracteur, remplaçant le frein à main traditionnel agissant sur les roues. Le freinage, très efficace, est assuré par des disques à bain d'huile.
La prise de force arrière tourne à 540 tr/min et une prise de force ventrale à 1 000 tr/min peut être installée ; un dispositif complet d'attelage et des sorties hydrauliques permettant la commande de vérins font partie des options proposées. Le contrôle d'effort du relevage, dont la capacité de levage est de 1 245 kg, s'effectue sur les bras inférieurs à la différence de bon nombre de tracteurs de même puissance où il s'effectue sur le troisième point.
Destiné aux petites exploitations, le John Deere 820 est considéré comme un tracteur très polyvalent, limité toutefois par une masse un peu faible (1 875 kg) et l'absence de direction assistée.